# داني أندرو
داني أندرو (بالإنجليزية: Danny Andrew)‏ (23 ديسمبر 1990 في المملكة المتحدة - ) هو لاعب كرة قدم بريطاني في مركز الدفاع. لعب مع كامبريدج يونايتد وماكليسفيلد تاون ونادي بيتربورو يونايتد ونادي كيدرمينستر هاريرز لكرة القدم ونادي تاموورث ونادي غلوستر سيتي ونادي تشيلتنهام تاون لكرة القدم وفليتوود تاون.

## وصلات خارجية
- داني أندرو على موقع قاعدة بيانات كرة القدم.إي يو (الإنجليزية)
- داني أندرو على موقع Soccerbase.com (لاعب) (الإنجليزية)
- داني أندرو على موقع Soccerway.com (الإنجليزية)